# Antônio Carlos Vieira
Antônio Carlos Vieira (ur. 7 lutego 1956 w Brazylii) – brazylijski piłkarz i trener piłkarski.

## Kariera piłkarska

### Kariera klubowa
W 1983 rozpoczął karierę piłkarską w klubie Oriente Petrolero. W 1985 przeszedł do Club Sol de América. Latem 1987 został piłkarzem Cascavel FC. W roku 1988 bronił barw klubów Toledo FC i CD Palestino, po czym zakończył karierę piłkarską.

## Kariera trenerska
W 1990 rozpoczął karierę szkoleniowca w ekwadorskim klubie CSD Juventus. W 1992 i 1994–1995 stał na czele wenezuelskiego Estudiantes Mérida. W 1996 trenował brazylijski Botafogo FR. a w 1999 salwadorski klub Águila San Miguel. Następnie pracował w klubach Paraná Clube i Dragón San Miguel. Od 2006 do 2007 kierował reprezentację Belize, a następnie prowadził kluby Portuguesa FC, Real Maryland FC i Floriana FC. W 2011 roku został wybrany na selekcjonera reprezentacji Timoru Wschodniego, z którą pracował do stycznia 2012 roku. Potem trenował amerykański Phoenix Monsoon. W październiku 2014 roku ponownie objął stanowisko głównego trenera reprezentacji Timoru Wschodniego.